# Fricativa palatale sonora
La fricativa palatale sonora è una consonante, rappresentata con il simbolo /ʝ/ nell'alfabeto fonetico internazionale (IPA).

## Caratteristiche
La consonante /ʝ/ presenta le seguenti caratteristiche:
- il suo modo di articolazione è fricativo, perché il suono è prodotto arricciando di più la lingua rispetto ad [z],  facendo sibilare l'aria fra la lingua ed il palato
- il suo luogo di articolazione è palatale, poiché il suono è prodotto dal sibilare dell'aria fra la lingua avvicinata al palato ed il palato stesso.;
- è una consonante sonora, in quanto questo suono è prodotto dal sibilare dell'aria e dalle corde vocali;
- è una consonante centrale poiché l'aria fuoriesce centralmente la lingua e non ai lati;
- è una consonante polmonare.

## Nelle lingue
Il suono /ʝ/  non è presente in italiano; si trova principalmente nelle seguenti lingue parlate:
- In lingua berbera cabila, come in cceǥ [ʃːəʝ] 'dormire'.
- In lingua frisone, come in hja [ʝa] 'lui/loro'.
- In lingua galiziana, come in mellor [meˈʝoɾ] 'migliore, meglio' (spesso è un'approssimante).
- In lingua greca moderna, come in γεια/geia [ʝɐ] 'ciao'
- In lingua ungherese, come in dobj be [dobʝ bɛ] 'lanciare in' (allofono di /j/).
- In lingua pashto nei dialetti wardak, come in موږ [muʝ] 'noi'.
- In lingua gaelica scozzese, come in dhiubh [ʝu] 'di qualcuno'.
- In lingua spagnola, come in sayo [ˈsaʝo] 'grembiule' (spesso è un'approssimante).
- Nei dialetti vietnamiti del sud, come in rô [ʐo] 'diamante'.
- In lingua yi, come in ꏜ/ry [ʐɿ˧] 'erba'.
- In lingua svedese, come in jord [ʝuːɖ] 'suolo'.